# Eurodryas atricolor
Eurodryas atricolor är en fjärilsart som beskrevs av Schultz 1906. Eurodryas atricolor ingår i släktet Eurodryas och familjen praktfjärilar. Inga underarter finns listade i Catalogue of Life.